# Ficobiliproteína
Las ficobiliproteínas (PBP) o bilicromoproteidos son holoproteínas con grupos prostéticos tetrapirrólicos lineales (ficobilinas) que se encuentran unidos covalentemente a residuos de cisteína específicos de la apoproteína. Están presentes en cianobacterias y en los cloroplastos de ciertas algas (rhodophytas, cryptomonads, Glaucocystophytas). Capturan la energía lumínica que será luego transferida a la clorofila durante el proceso de fotosíntesis.

## Estructura
Las ficobiliproteínas son proteínas hidrosolubles que están compuestas por dos tipos de monómeros globulinas, α y β, generalmente en igual proporción. El monómero α tiene un peso molecular que oscila entre los (12-20)KDa y el monómero β entre los (15-22)KDa.

## Clasificación
Dependiendo del grupo prostético unido a la apoproteína pueden clasificarse como ficoeritrobilinas (g.prostético: ficoeritrobilina) o  ficocianobilinas (g.prostético: ficocianobilina); las cuales se subclasifican por sus espectros de absorbción en R, B y C.
|  | R-ficoeritrina |
|  |                |
|  | B-ficoeritrina |
|  |                |
|  | C-ficoeritrina |
|  |                |

|  | R-ficocianina  |
|  |                |
|  | C-ficocianina  |
|  |                |
|  | Aloficocianina |
|  |                |

|  | R-ficoeritrina |
|  |                |
|  | B-ficoeritrina |
|  |                |
|  | C-ficoeritrina |
|  |                |

|  | R-ficocianina  |
|  |                |
|  | C-ficocianina  |
|  |                |
|  | Aloficocianina |
|  |                |

## Descripción funcional

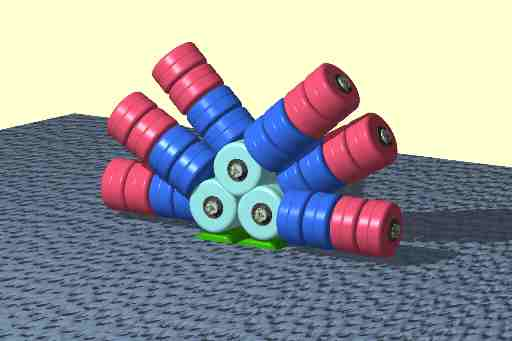
Ficobilisoma. Estructura que facilita la recolección de energía lumínica en cianobacterias y algunos tipos de algas. (Rojo: ficoeritrina, Azul: ficocianina, Celeste: aloficocianina, Verde: centro de reacción).

A diferencia de los carotenoides y clorofilas y, debido a su carácter hidrosoluble, las ficobiliproteínas no forman parte de las antenas de los fotosistemas (los cuales se encuentran en la bicapa lipídica), sino que forman una estructura adherida a la superficie citoplasmática de las membranas de los tilacoides asociada preferentemente al fotosistema II de las algas, denominada ficobilisoma. En dicho sistema, las ficobiliproteínas se encuentran organizadas en tres capas dispuestas en forma tal que se facilita la transferencia de energía lumínica captada hacia el centro de reacción, localizado en la membrana del tilacoide.
La ficoeritrina y la ficocianina tienen un estado de excitación menos enérgico (se excita a menores longitudes de onda) y por ello se localizan en la periferia de la antena; a diferencia de la aloficocianina, que se encuentra localizada próxima al centro de reacción y cuyo estado excitado es más enérgico (se excita a mayores longitudes de onda).
Es importante decir que esta estructura solamente está presente en los tilacoides de las cianobacterias y algas rojas, y es por esto que ha sido poco estudiada. Sin embargo, observándose por electroforesis que dentro de aquellas tres capas de pigmentos existen muchas más (pudiendo sumar hasta 100). Además el ficobilisoma tiene la capacidad de reorganizarse cambiando la configuración de esas capas, lo cual le ayuda a absorber más eficientemente la energía si el alga es arrastrada por una corriente a la profundidad, o de disipar convenientemente el exceso de luz si el alga es arrastrada a la superficie del mar por causa de otra corriente. También se cree que se trate de una gran transglutaminasa, ya que son estas enzimas las capaces de cambiar la configuración de sus capas.